# Otto Weininger
Otto Weininger, avstrijski filozof, * 3. april 1880, Dunaj, † 4. oktober 1903, Dunaj.
Otto Weininger je doživel posmrtno slavo, saj je pri triindvajsetih letih storil samomor. Njegova knjiga Spol in značaj je dvignila veliko prahu in še vedno ga dviguje, saj razmišlja in govori o ženskah. V različnih obdobjih so to delo tolmačili, kot je ustrezalo duhu in razmeram časa: v njej so videli seksizem, podlago za antisemitizem, iz tega dela se je napajala homofobija. Vsekakor je to filozofsko delo genija, ki je v rosni mladosti napisal nekaj, kar je še danes tako kontradiktorno, da ne more biti prezrto.